# WTA Finals 2014 - Singolare
Il singolare  del WTA Finals 2014 è stato un torneo di tennis facente parte del WTA Tour 2014.
Serena Williams era la detentrice del titolo ed è riuscita a difenderlo superando in finale Simona Halep per 6-3, 6-0.

## Giocatrici
1. Serena Williams (campionessa)
2. Marija Šarapova (round robin)
3. Petra Kvitová (round robin)
4. Simona Halep (finale)

1. Eugenie Bouchard (round robin)
2. Agnieszka Radwańska (semifinale)
3. Ana Ivanović (round robin)
4. Caroline Wozniacki (semifinale)

### Riserve
1. Angelique Kerber (non ha giocato)

1. Ekaterina Makarova (non ha giocato)

## Tabellone

### Legenda
| - Q = Qualificato - WC = Wild card - LL = Lucky loser | - ALT = Alternate - SE = Special Exempt - PR = Protected Ranking | - w/o = Walkover - r = Ritirato - d = Squalificato |

### Fase finale
|  | Semifinali | Semifinali          | Semifinali          | Semifinali | Semifinali |  |  | Finale | Finale          | Finale          | Finale | Finale |  |
|  |            |                     |                     |            |            |  |  |        |                 |                 |        |        |  |
|  | 1          | Serena Williams     | 2                   | 6          | 7          |  |  |        |                 |                 |        |        |  |
|  | 8          | Caroline Wozniacki  | 6                   | 3          | 6          |  |  | 1      | Serena Williams | Serena Williams | 6      | 6      |  |
|  | 6          | Agnieszka Radwańska | Agnieszka Radwańska | 2          | 2          |  |  | 4      | Simona Halep    | Simona Halep    | 3      | 0      |  |
|  | 4          | Simona Halep        | Simona Halep        | 6          | 6          |  |  |        |                 |                 |        |        |  |

### Gruppo Rosso
|   |                  | Williams | Halep            | Bouchard | Ivanović         | RR V–P | Set V-P     | Game V-P      | Classifica |
| 1 | Serena Williams  |          | 0–6, 2–6         | 6–1, 6–1 | 6–4, 6–4         | 2–1    | 4–2 (66.7%) | 26–22 (54.2%) | 2          |
| 4 | Simona Halep     | 6–0, 6–2 |                  | 6–2, 6–3 | 6(7)–7, 6–3, 3–6 | 2–1    | 5–2 (71.4%) | 39–23 (62.9%) | 1          |
| 5 | Eugenie Bouchard | 1–6, 1–6 | 2–6, 3–6         |          | 1–6, 3–6         | 0–3    | 0–6 (0.0%)  | 11–36 (23.4%) | 4          |
| 7 | Ana Ivanović     | 4–6, 4–6 | 7–6(7), 3–6, 6–3 | 6–1, 6–3 |                  | 2–1    | 4–3 (57.1%) | 36–31 (53.7%) | 3          |

La classifica viene stilata in base ai seguenti criteri: 1) Numero di vittorie; 2) Numero di partite giocate; 3) Scontri diretti (in caso di due giocatori pari merito); 4) Percentuale di set vinti o di games vinti (in caso di tre giocatori pari merito); 5) Decisione della commissione.

### Gruppo Bianco
|   |                     | Šarapova            | Kvitová  | Radwańska        | Wozniacki           | RR V–P | Set V-P     | Game V-P      | Classifica |
| 2 | Marija Šarapova     |                     | 3–6, 2–6 | 7–5, 6(4)–7, 6–2 | 6(4)–7, 7–6(5), 2–6 | 1–2    | 3–5 (37.5%) | 39–45 (46.4%) | 3          |
| 3 | Petra Kvitová       | 6–3, 6–2            |          | 2–6, 3–6         | 2–6, 3–6            | 1–2    | 2–4 (33.3%) | 22–29 (43.1%) | 4          |
| 6 | Agnieszka Radwańska | 5–7, 7–6(4), 2–6    | 6–2, 6–3 |                  | 5–7, 3–6            | 1–2    | 3–4 (42.8%) | 34–37 (47.8%) | 2          |
| 8 | Caroline Wozniacki  | 7–6(4), 6(5)–7, 6–2 | 6–2, 6–3 | 7–5, 6–3         |                     | 3–0    | 6–1 (85.7%) | 44–28 (61.1%) | 1          |

La classifica viene stilata in base ai seguenti criteri: 1) Numero di vittorie; 2) Numero di partite giocate; 3) Scontri diretti (in caso di due giocatori pari merito); 4) Percentuale di set vinti o di games vinti (in caso di tre giocatori pari merito); 5) Decisione della commissione.